# Les Ondes du souvenir
Pour les articles homonymes, voir ondes (homonymie).
Série
Les Murs du souvenir
(2019)
Pour plus de détails, voir Fiche technique et Distribution.
Les Ondes du souvenir est un téléfilm franco-belge réalisé par Sylvie Ayme, ayant pour cadre la répression policière contre Lorraine cœur d'acier, voix de la contestation ouvrière en 1978-1979.
Le téléfilm est une coproduction de France.tv Studio, Dalva productions, AT-Productions et la RTBF (télévision belge), avec la participation de France Télévisions et de la Radio télévision suisse (RTS).
Le téléfilm a été un succès populaire, en prenant la première place des audiences de la soirée du samedi, avec 5,4 millions de téléspectateurs, soit 22,8 % du public.

## Synopsis
Le corps d'un homme est retrouvé dans une usine sidérurgique abandonnée par  des jeunes jouant aux explorateurs. L'autopsie révèle que la victime est un ancien ouvrier, mort 40 ans plus tôt, militant syndical et bénévole de la radio libre Lorraine cœur d'acier, voix de la contestation ouvrière dans les années 1970 - 1980, au même titre que Radio-Quinquin, autre radio libre mais dans le Douaisis, au cœur du bassin minier du Nord-Pas-de-Calais, qui a elle disparu en 1997, et dont l'émetteur avait été saisi par la police en 1980.
Au fil de l'enquête policière, deux autres morts, plus récents cette fois, sont retrouvés, dont un pendu à l’antenne radio-télévision du Bois de Châ à Herserange.
Lorraine cœur d'acier était la première grande radio libre française, au cours de l'hiver 1978-1979, quand sont supprimés 12 000 emplois dans la sidérurgie lorraine le 10 décembre 1978 chez Usinor-Chiers-Chatillon, au cours des tensions sociales des « années Giscard », quand toutes les routes sont bloquées par les ouvriers autour de Longwy et que plusieurs centaines de milliers manifestent à Paris selon la CGT et qu'un policier en civil est retrouvé parmi les « casseurs » de la manif à Paris attrapés par le service d'ordre CGT,,,, déclenchant trois ans de polémiques,.
D'après la réalisatrice Sylvie Ayme, un quatrième opus était prévu, ce qui explique la fin ouverte. Mais il ne se fera finalement pas.

## Téléfilms précédents
Les Ondes du souvenirs fait suite aux téléfilms Les Brumes du souvenir et Les Murs du souvenir, diffusé le 12 décembre 2020 sur France 3.
Dans les deux autres téléfilms, un événement historique a aussi servi de base à l'intrigue policière.

## Fiche technique
- Réalisation : Sylvie Ayme
- Scénario, adaptation et dialogues : Gilles Cahoreau et Nathalie Hugon
- Production : France.tv Studio, Dalva productions, AT-Productions et la RTBF (télévision belge)
- Productrice : Delphine Wautier
- Pays de production :  France /  Belgique
- Directeur de la photographie : Willy Stassen
- Musique : Nicolas Jorelle
- Date de diffusion : 
  - France : 12 décembre 2020 sur France 3

## Distribution

Lorraine cœur d'acier

- Gaëlle Bona : Clara Merisi
- David Kammenos : François Gilbert
- Mhamed Arezki : Guillaume Barot
- Isabelle Candelier : Julia Conti
- Nicolas Wanczycki : Eddy Chaumont
- Lionnel Astier : Robert Collart
- Marvin Dubart : Kevin Reinert

## Tournage
Le tournage a lieu en novembre et décembre 2019 à Herserange, Mont-Saint-Martin, Gouraincourt, et sur le golf et le cimetière de Longwy, ainsi qu'à l'usine sidérurgique d'Uckange (en particulier le haut-fourneau U4),. Pendant 22 jours, l’équipe tourne.
Au total, le téléfilm va mobiliser une trentaine de techniciens qui œuvrent quasiment à temps complet, 22 acteurs et 185 figurants. La production a en particulier impliqué de nombreux figurants de la région.
Juste avant le début du tournage, Radio Quinquin, autre radio mythique animée par des militants ouvriers de la CGT dans le bassin minier du Nord-Pas-de-Calais, avait décidé de fêter ses 40 ans en ressuscitant pendant une semaine.

## Audiences
Lors de sa première diffusion sur France 3, Les Ondes du souvenir est arrivé en tête des audiences de la soirée en rassemblant 5,5 millions de téléspectateurs, soit 22,8% de part d'audience. Il bat notamment les divertissements de TF1 et France 2.
Le précédent opus, Les Murs du souvenir, était lui aussi arrivé en haut du classement lors de sa première diffusion en octobre 2019. Il comptait 4,3 millions de téléspectateurs et 22,1% de téléspectateurs. Les Ondes du souvenir gagne 1,2 million de spectateurs et 0.7% de part d'audience.